# Acroglochin
Acroglochin – rodzaj roślin z rodziny szarłatowatych (Amaranthaceae), dawniej komosowatych (Chenopodiaceae). Obejmuje dwa gatunki występujące w Azji środkowej i wschodniej (od Pakistanu, poprzez Indie i Nepal po Chiny). Według niektórych ujęć oba gatunki łączone są w jeden – Acroglochin persicarioides (Poiret) Moquin-Tandon.

## Morfologia
Rośliny jednoroczne, słabo rozgałęzione, nagie. Liście skrętoległe, długoogonkowe, o blaszce jajowatej, na brzegu nieregularnie piłkowanej. Kwiaty drobne, siedzące, zebrane w złożone wierzchotki.

## Systematyka
Pozycja według APweb (aktualizowany system APG III z 2009)
Rodzaj z plemienia Beteae rodziny szarłatowatych (Amaranthaceae) należącej do rzędu goździkowców (Caryophyllales) w obrębie dwuliściennych właściwych.
Wykaz gatunków
- Acroglochin obtusifolia C.H.Blom
- Acroglochin persicarioides (Poir.) Moq.